# Gordius luteopunctatus
Gordius luteopunctatus är en djurart som tillhör fylumet tagelmaskar, och som beskrevs av Inoue 1979. Gordius luteopunctatus ingår i släktet Gordius, och familjen Gordiidae. Inga underarter finns listade i Catalogue of Life.